# Okáč ovsový
Okáč ovsový (Minois dryas) je motýl z podčeledi okáčů, čeledi babočkovitých (Nymphalidae).

## Vzhled
Křídla jsou hnědá, na předních křídlech je po dvou okách s bílým středem, u samce menší, u samice větší. Tělo je hnědé, ochlupené, u samice robustnější. Rozpětí křídel je 6–7 cm. Housenka je žlutá až hnědá a po těle má po délce těla hnědé pruhy.

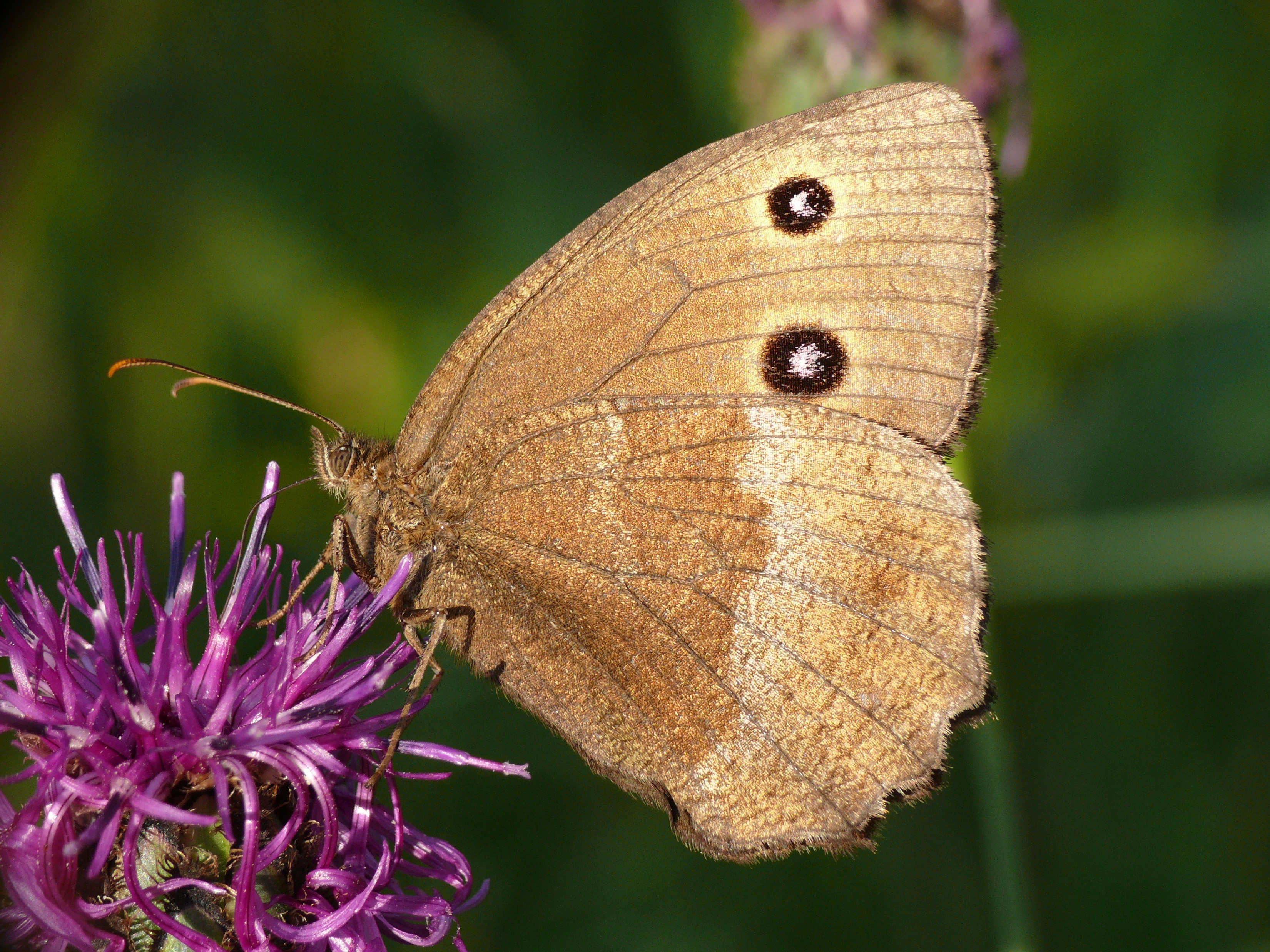
Okáč ovsový, Bavorsko

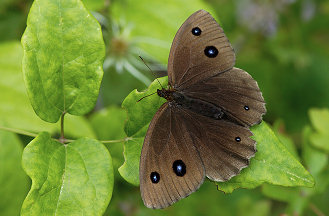
Okáč ovsový, Maďarsko

## Výskyt
Mírné zeměpisné šířky Eurasie. Vyskytují se v křovinách a loukách, kde rostou křoviny. Také v listnatých řídkých lesích. V Česku se vyskytuje jen na jižní Moravě a v Polabské nížině.

## Chování
Housenky se líhnou na podzim, kuklí se na zemi. Housenky se vyhýbají slunným a světlým místům. Dospělci se objevují od července do září. Dospělí motýli žijí v blízkosti vzrostlejších keřů. Dospělci také tvoří velké kolonie, které jsou spojené do jedné megakolonie.